# Virtual XI
| Críticas profissionais | Críticas profissionais |
| Avaliações da crítica  | Avaliações da crítica  |
| Fonte                  | Avaliação              |
| ---------------------- | ---------------------- |
| Allmusic               | [ 1 ]                  |
| Sputnikmusic           | [ 2 ]                  |

Virtual XI é o décimo primeiro álbum de estúdio da banda de heavy metal Iron Maiden. Lançado em 23 de março de 1998, foi o segundo e último disco gravado com o vocalista Blaze Bayley e produzido por Nigel Green e também o foi último disco do grupo gravado com a formação em quinteto encerrando a formação com duas guitarras.
A turnê promocional, intitulada Virtual XI World Tour, teve diversos shows cancelados nos EUA devido a problemas de saúde de Blaze Bayley ocasionados pela sua reação alérgica a alguns elementos dos cenários usados nos shows. A canção "The Clansman" foi inspirada na Escócia Medieval.

## História
O título Virtual XI  foi escolhido por coincidir com dois fatores extra-musicais: o lançamento do jogo de computador da banda, Ed Hunter, e o fato da realização da Copa do Mundo de 1998 ocorrer em junho daquele ano. Steve Harris explicou: "Nós imaginamos que nossos fãs sejam muito parecidos conosco, com interesses muito similares, então pensamos, 'É o ano da Copa do Mundo de 98. Vamos envolver  o futebol com o novo álbum.' E estávamos trabalhando num jogo de computador na mesma época, então também resolvemos trazer alguns elementos dele para o disco." Antes de lançar o álbum, a banda organizou uma turnê de divulgação na qual eles marcaram jogos de futebol pela Europa com "músicos convidados e jogadores profissionais da Inglaterra".
Embora a maior parte das artes dos encartes tenham sido tiradas do jogo  Ed Hunter, a capa foi criada por Melvyn Grant. De acordo com Grant, pediram-lhe que desenhasse algo relacionado a realidade virtual, mas depois foi proposta uma alteração adicionando um jogo de futebol, após a banda decidir relacionar o lançamento  com a Copa do Mundo. Também foi o primeiro disco a contar com um logotipo alternativo da banda, com as extensões de algumas letras sendo removidas para deixá-lo mais "enquadrado". Essa variante seria usada em todos os futuros álbuns e singles do Iron Maiden (com exceção de Flight 666 e Maiden England '88) até The Book of Souls em 2015, onde o logo tradicional retornou.

## Faixas
| N.º            | Título                                 | Compositor(es)             | Duração |  |
| 1.             | "Futureal"                             | Blaze Bayley, Steve Harris | 2:55    |  |
| 2.             | "The Angel and the Gambler"            | Harris                     | 9:52    |  |
| 3.             | "Lightning Strikes Twice"              | Harris, Dave Murray        | 4:50    |  |
| 4.             | "The Clansman"                         | Harris                     | 8:59    |  |
| 5.             | "When Two Worlds Collide"              | Bayley, Harris, Murray     | 6:17    |  |
| 6.             | "The Educated Fool"                    | Harris                     | 6:44    |  |
| 7.             | "Don't Look to the Eyes of a Stranger" | Harris                     | 8:03    |  |
| 8.             | "Como Estais Amigos"                   | Bayley, Janick Gers        | 5:30    |  |
| Duração total: | Duração total:                         | Duração total:             | 53:10   |  |

## Integrantes
Iron Maiden
- Steve Harris – baixo, produtor, mixagem, teclado em "The Clansman", "Angel and the Gambler" e "Don't Look to the Eyes of a Stranger"
- Blaze Bayley – voz
- Dave Murray – guitarra
- Janick Gers – guitarra
- Nicko McBrain – bateria

Participações
- Michael Kenney  – teclado em todas as faixas, com exceção de "The Clansman", "Angel and the Gambler" e "Don't Look to the Eyes of a Stranger"

## Performance nas paradas
| Country            | Parada musical (1998)       | Posição nas paradas |
| ------------------ | --------------------------- | ------------------- |
| Áustria            | Ö3 Austria Top 40           | 24                  |
| Bélgica (Flanders) | Ultratop                    | 23                  |
| Bélgica (Wallonia) | Ultratop                    | 44                  |
| Finlândia          | The Official Finnish Charts | 6                   |
| França             | SNEP                        | 12                  |
| Alemanha           | Media Control Charts        | 16                  |
| Japão              | Oricon                      | 19                  |
| Países Baixos      | MegaCharts                  | 26                  |
| Noruega            | VG-lista                    | 28                  |
| Suécia             | Sverigetopplistan           | 16                  |
| Suíça              | Swiss Hitparade             | 39                  |
| Reino Unido        | Official Albums Chart       | 16                  |
| Estados Unidos     | Billboard 200               | 124                 |

| Single                      | Parada musical (1998) | Posições nas paradas |
| --------------------------- | --------------------- | -------------------- |
| "The Angel and the Gambler" | Dutch Singles Chart   | 52                   |
| "The Angel and the Gambler" | Finnish Singles Chart | 3                    |
| "The Angel and the Gambler" | German Singles Chart  | 61                   |
| "The Angel and the Gambler" | Swedish Singles Chart | 29                   |
| "The Angel and the Gambler" | UK Singles Chart      | 18                   |